# Figueira Altos do Tatuapé
Figueira Altos do Tatuapé es un edificio residencial de alta gama ubicado en Tatuapé, en la Zona Este de la ciudad de São Paulo (Brasil). Inaugurado en septiembre de 2021, con 168 metros de altura y 50 pisos, es el edificio residencial más alto y el tercer edificio más alto de la ciudad y el duodécimo más alto del país.
Ubicada en la Rua Itapeti, la obra comenzó en 2017, bajo la firma de Porte Engenharia e Urbanismo, y tardó cerca de cuatro años en completarse. El proyecto se define como "sustentable" por cuenta del uso de iluminación natural, calentamiento de agua con apoyo solar, sistema de riego automatizado vinculado al sistema de recolección de agua de lluvia y elevadores con identificación biométrica que tardan 50 segundos en llegar llegar al último piso. También cuenta con una vista de 270° del panorama urbano de la ciudad.
A unos 2,1 km de Figueira Altos, también en Tatuapé, será inaugurado el nuevo rascacielos más grande de São Paulo, el Platina 220, de 172 metros de altura, que será de uso mixto y reunirá, en una sola torre, habitaciones de hotel, apartamentos, oficinas, locales comerciales y losas corporativas.

## Galería

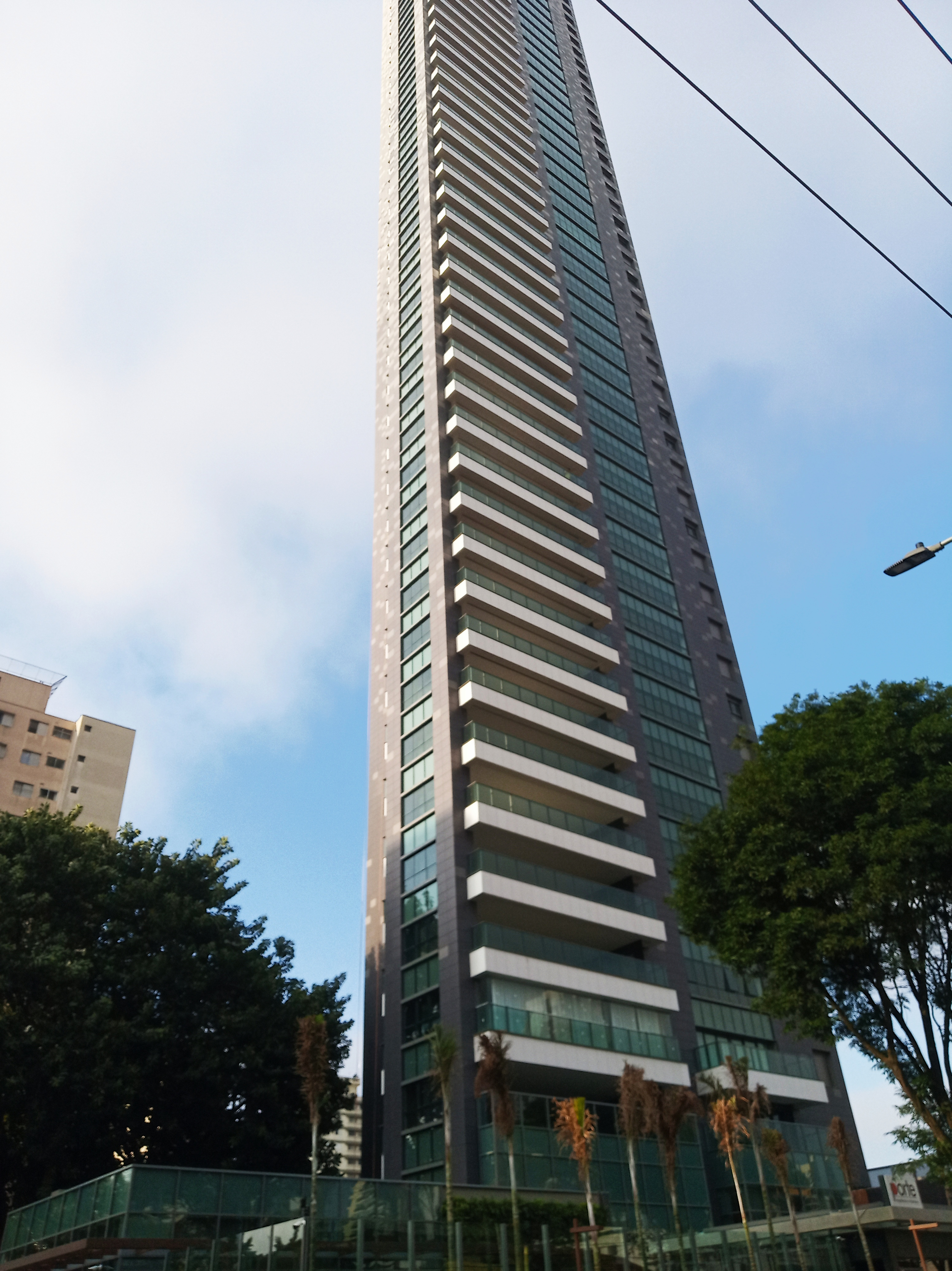
Vista lateral
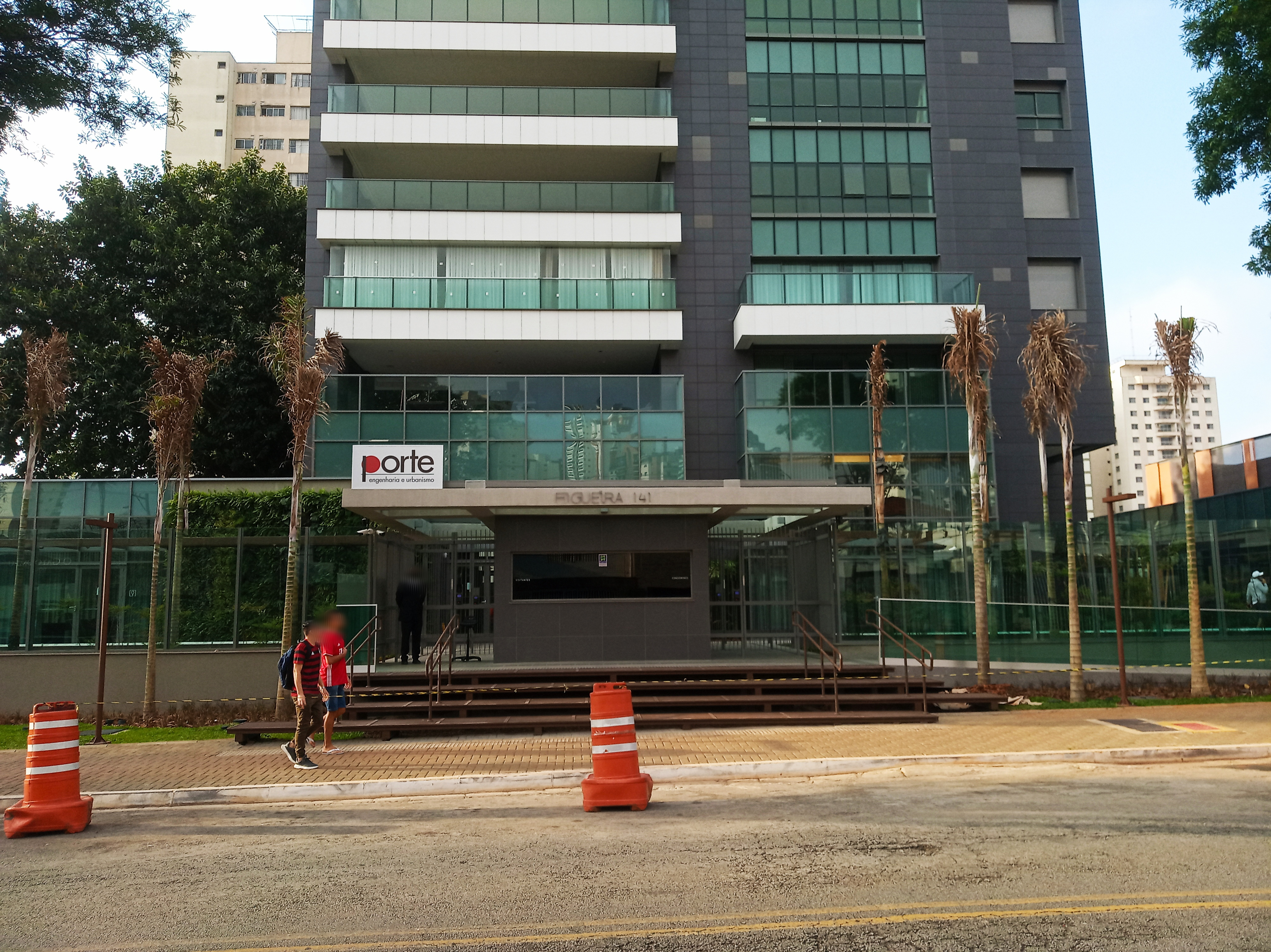
Entrada y zona de conserjería
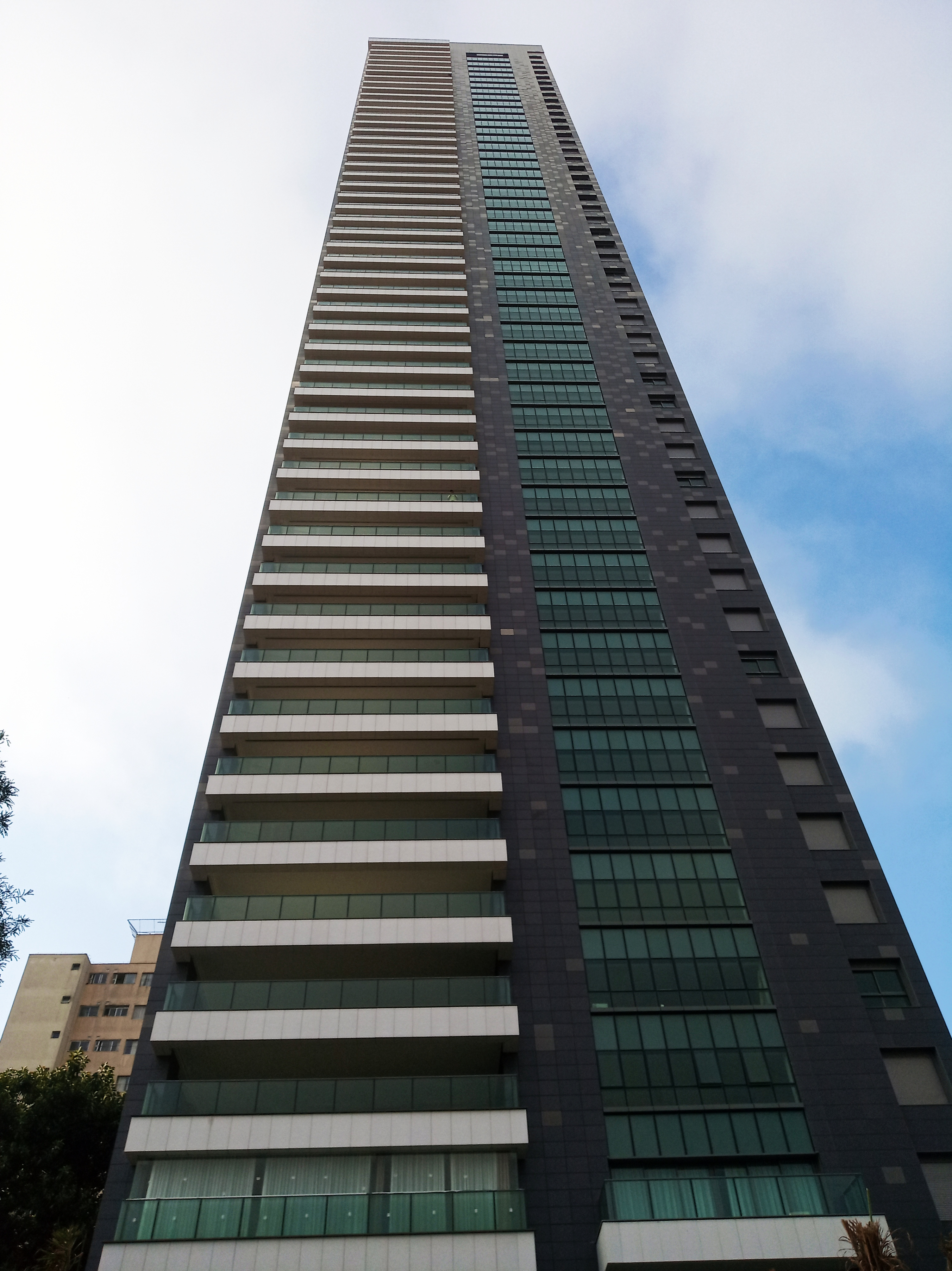
Vista frontal